# Unirea României cu Bulgaria
În secolele al XIX-lea și al XX-lea, s-au făcut, fără succes, mai multe propuneri de a unifica Bulgaria și România într-un stat comun, fie sub forma unei federații, fie a unei uniuni personale, fie a unei confederații. Asemenea idei au găsit sprijin, mai ales în Bulgaria, și au existat mai multe oportunități de a fi puse în practică. Propunerile veneau de obicei de la bulgari, dar românii erau cei care aveau să ocupe funcțiile de conducere. Aceste propuneri au eșuat în cele din urmă din cauza diferențelor culturale și politice dintre cele două popoare și a opoziției marilor puteri, precum Austro-Ungaria și în special Rusia.
Această idee avea unele precedente istorice: bulgarii și românii au trăit mai întâi împreună sub stăpânirea Primului Imperiu Bulgar, care și-a extins puterea asupra zonelor care fac parte din România de astăzi; sub cel de al doilea Țarat Bulgar, fondat prin cooperarea bulgarilor și vlahilor (românii); și sub Imperiul Otoman, care a învins al Doilea Țarat Bulgar și a cucerit și dominat teritorii populate de bulgari și români timp de secole. La sfârșitul secolului al XVIII-lea, în Balcani a apărut un concept popular: federalizarea regiunii, care viza lupta împotriva imperiilor din apropiere și soluționarea conflictelor dintre popoarele acesteia. Ideea s-a răspândit în cele din urmă în Bulgaria și în statele predecesoare ale României (Moldova și Țara Românească), câștigând un oarecare sprijin de către figuri precum Gheorghi Sava Rakovski. După înființarea unui principat bulgar autonom și independența deplină a României în 1878, relațiile dintre țări s-au consolidat și mai mulți români au fost propuși pe tronul Bulgariei. Printre aceștia s-au numărat regele Carol I al României și nobilul Georges Bibescu, fiul unui fost principe valah. În final, ei nu au fost alești, și în 1879, în cele din urmă principe al Bulgariei a fost ales Alexandru de Battenberg, un prinț german.
Deși Alexandru a avut relații bune cu România, el a fost forțat să abdice în 1886 în urma unei perioade de tulburări politice în Bulgaria cauzate de Rusia, care a încercat să-și exercite influența asupra țării. Din această cauză, Stefan Stambolov⁠(d), om politic anti-rus, a devenit liderul regenței. Stambolov a încercat din nou să înfăptuiască o uniune personală cu România și au fost purtate negocieri. Carol I ar fi fost șeful unui astfel de stat, fie cu două guverne separate, fie cu unul singur, unit. Deși Carol I era interesat să devin conducător al Bulgariei, Rusia s-a opus cu fermitate acestui lucru. Rusia a amenințat că va rupe relațiile diplomatice cu România și că o va invada și că va invada și Bulgaria, forțându-l pe Carol I să abandoneze perspectivele. Ulterior, Ferdinand de Saxa-Coburg și Gotha a fost ales prinț al Bulgariei în iunie 1887. Noi tentative de a realiza o unire au fost efectuate zeci de ani mai târziu în epoca comunistă, în special de către Gheorghi Dimitrov, dar Uniunea Sovietică le-a respins ferm. Iosif Stalin, conducătorul acesteia din urmă, considera că o astfel de propunere ar fi de neconceput.
O uniune bulgaro-română nu s-a realizat niciodată. Dezaprobarea mai multor mari puteri, diferențele dintre obiectivele naționale ale bulgarilor și românilor și lipsa de interes efectiv sau chiar opoziția în rândul acestor popoare, adăugate mediului ostil al regiunii în care trăiau, au împiedicat-o. Ideea federalizării Balcanilor, care a avut un mare sprijin la vremea sa, s-a diminuat în regiune după conflictele de la începutul secolului al XX-lea care au avut loc în toată Europa și, mai târziu, după violenta destrămare a Iugoslaviei. Cu toate acestea, Uniunea Europeană, din care Bulgaria și România sunt membre din 2007, pune la orizontul Balcanilor valori democratice și viziune pluralistă pentru integrarea europeană, ceea ce a condus la ideea în lumea academică că datorită tuturor acestor lucruri ar putea apre o propunere de federalizare a regiunii.

## Context

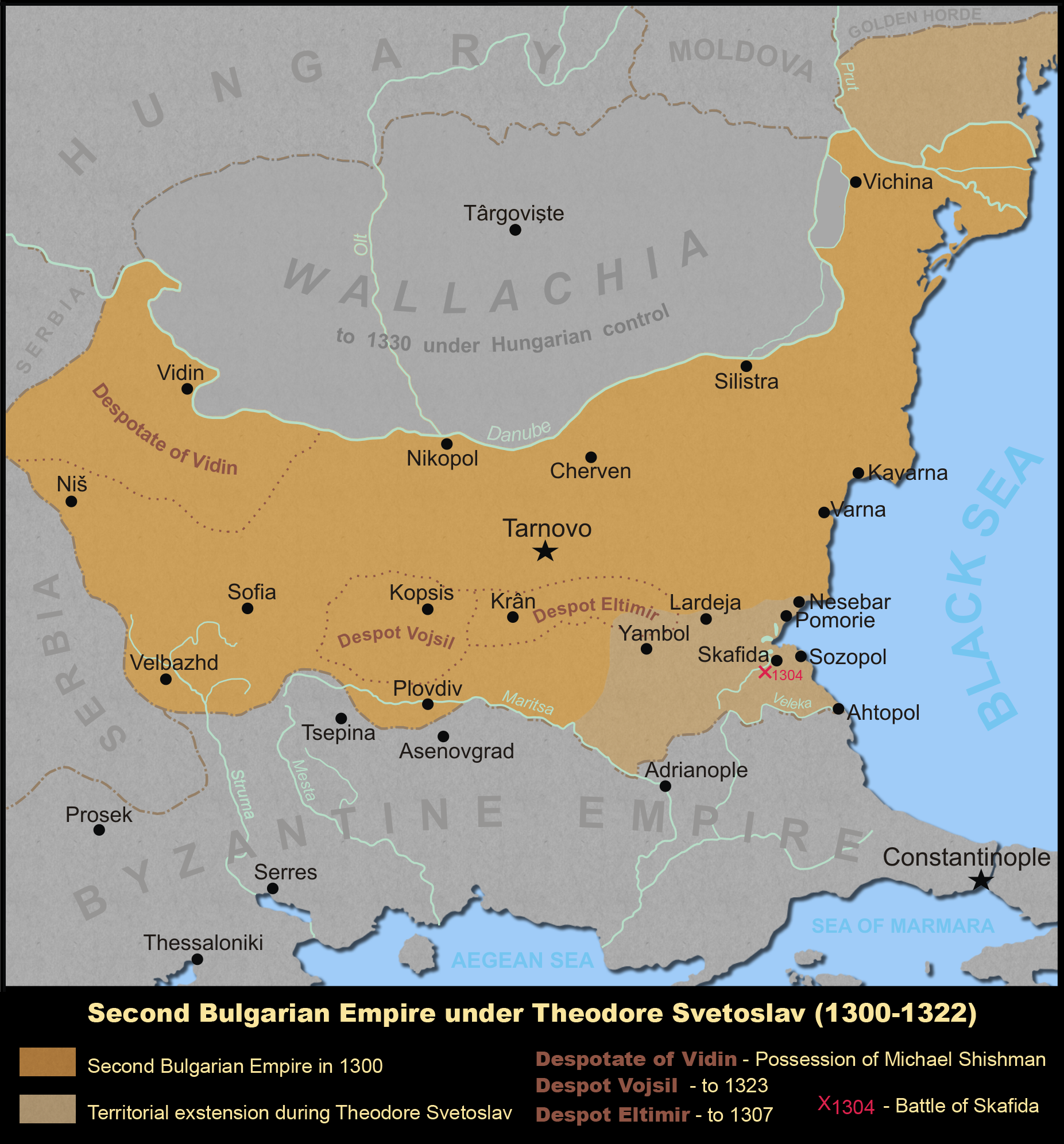
Harta celui de al Doilea Țarat Bulgar la începutul secolului al XIV-lea. Acest stat a fost uneori menționat ca o similitudine istorică între Bulgaria și România.

Bulgarii și românii au trăit în mai multe rânduri sub un stat comun. În 680 e.n., bulgarii, un popor turcic din stepele ponto-caspice, au trecut Dunărea și ulterior au înființat un stat în zonă, cu capitala la Pliska. Ei au fost asimilați în cultura slavă adusă acolo cu un secol mai devreme⁠(d), asimilare care a dat naștere în cele din urmă poporului bulgar modern. Primul Țarat Bulgar și-a extins teritoriul la nord de Dunăre până la râul Tisa și, în timpul secolului al IX-lea, a acoperit mari părți din teritoriile actuale ale României. Acolo, bulgarii au impus puternice influențe și elemente culturale slave și creștine asupra strămoșilor românilor. Acest stat a fost totuși învins de Imperiul Bizantin și încorporat în stăpâniile sale în 1018.
În secolul al XII-lea, o încercare de restabilire a imperiului, Răscoala lui Asan și Petru, s-a încheiat cu înființarea celui de al Doilea Țarat Bulgar. Numeroși vlahi (români) au participat la această revoltă, mai ales în faza ei inițială. Ei au jucat un rol decisiv la crearea noului imperiu, primii săi conducători, frații Ioan Asan I, Caloian și Petru al II-lea, fiind chiar descriși ca vlahi de sursele contemporane⁠(d). Caloian a primit titlul de imperator Caloihannes dominus omnium Bulgarorum atque Blachorum („Împăratul Caloian, domnul tuturor bulgarilor și vlahilor”) din partea Patriarhului Vasile I al Bulgariei⁠(d) și titlul Rex Bulgarorum et Blachorum („regele al bulgarilor și al vlahilor”) de la Papa Inocențiu al II-lea. În plus, Moesia, regiunea în care a început răscoala, avea o populație mare de vlahi la momentul revoltei. De-a lungul timpului, ca și bulgarii turcici din primul imperiu, vlahii și-au pierdut relevanța, dar au lăsat o moștenire sub forma mai multor toponime (nume de locuri) care există și astăzi în Bulgaria.
Susținătorii unei uniuni bulgaro-române au privit înapoi către acest al Doilea Țarat Bulgar (numindu-l și Imperiul Vlaho-Bulgar după titlurile primilor săi țari) ca pe un punct comun între cele două popoare, dar istoricii dezbat astăzi în ce măsură moștenirea sa istorică este bulgară sau română. Imperiul Otoman a învins acest stat la sfârșitul secolului al XIV-lea, și mai târziu și-a extins dominația asupra voievodatelor românești Țara Românească (în secolul al XV-lea)  și Moldova (în secolul al XVI-lea). Spre deosebire de Bulgaria, aceste voievodate nu au fost însă niciodată încorporate direct ca provincii⁠(d), ci au continuat să existe ca state vasale.
La sfârșitul secolului al XVIII-lea, a apărut și a căpătat putere ideea unificării Balcanilor sub o singură federație, promovată ca fiind necesară din punct de vedere politic, mai ales după războaie și revoluții. Una dintre primele propuneri a venit în anii 1790 din partea lui Rigas Feraios, un grec cu origini aromâne, care a conceput înființarea unui stat balcanic unit condus de greci și care să-i succedă Imperiului Otoman. Popoarele balcanice au văzut în unificare o oportunitate de a se opune politicilor imperialiste ale marilor puteri, în special celor ale Imperiilor Habsburgic și Otoman, pentru a asigura o dezvoltare mai independentă și mai stabilă și pentru a rezolva conflictele dintre națiunile din regiune. Printre propuneri s-au numărat unirea doar a Balcanilor (Federația Balcanică⁠(d)), unirea cu alte state învecinate (Federația Dunării), precum și unirea creștinilor balcanici sau numai a slavilor de sud din zonă. Principalii susținători erau intelectuali, revoluționari și politicieni atât din aripa dreaptă, cât și din stânga. Câteva exemple sunt diplomatul și politicianul român Dimitrie Brătianu, avocatul și politicianul român Aurel Popovici și scriitorul bulgar Liuben Karavelov. Ei se gândeau la o federație, o confederație, o uniune monarhică federală sau o republică federală. Uniunea personală era o altă opțiune, deoarece aceasta era o perioadă în care monarhiile erau numeroase.
Bulgarii și românii erau deja familiarizați cu conceptul de unire națională. Bulgaria, care a apărut ca stat vasal otoman după războiul din 1878, s-a unit cu provincia autonomă otomană Rumelia Orientală în 1885, rămânând într-o uniune personală cu aceasta până în 1908, când Bulgaria și-a proclamat independența deplină⁠(d) față de Imperiul Otoman. Românii consideră scurta unire a principatelor Țării Românești, Moldovei și Transilvaniei din 1600 sub Mihai Viteazul prima unire națională românească. România însăși a fost produsul unei uniuni personale, cea a Țării Românești cu Moldova, care a existat între 1859 și 1862 sub domnitorul Alexandru Ioan Cuza. Acest stat a fost cunoscut inițial drept „Principatele Unite ale Moldovei și Țării Românești”, dar în 1866 și-a schimbat numele în „România”.

## Istorie

### Primele propuneri
În secolul al XIX-lea, ideea federalizării era în mintea românilor și a bulgarilor. Românii doreau să realizeze independența, eliberarea și unificarea națiunii române față de imperiile Habsburgic (apoi Austriac și Austro-Ungare), Rus  și Otoman, această idee era una din variantele de a realiza aceste obiective. Susținători de seamă ai acestui lucru au fost Nicolae Bălcescu, Dimitrie Brătianu, Mihai Eminescu și Aurel Popovici, care fie au sugerat integrarea României într-un stat balcanic mai mare, fie federalizarea Imperiului Austriac sau Austro-Ungar pentru a transmite puterea românilor transilvăneni. Membrii mișcării de eliberare a Bulgariei aveau scopuri similare cu românii. Ei se gândeau la alianța sau unirea cu aproape toți vecinii lor, fie ei români, sârbi, greci și chiar turci, pentru a le îndeplini.
Un revoluționar bulgar, Gheorghi Sava Rakovski, a pledat pentru unitate în Balcani în vederea eliberării de Imperiul Otoman. Atitudinea naționalistă necooperantă a elitelor conducătoare grecești și sârbe l-a dezamăgit și, astfel, a plecat la București la sfârșitul anului 1863. După ce a văzut rezistența față de controlul Patriarhiei Ecumenice Grecești a Constantinopolului (pentru care s-au luat unele măsuri, precum proclamarea independenței Bisericii Ortodoxe Române și înființarea Sfântului Sinod al acesteia) și acțiunile pentru independența față de otomani care aveau loc în Principatele Unite Române, el a început să vadă țara ca pe o opțiune favorabilă pentru eliberarea bulgarilor. În 1864, în ziarul bilingv Baduștnost⁠(d) (Viitorulŭ în româna din acea epocă), Rakovski vorbea despre relațiile dintre bulgari și români, subliniind că aceștia au fost întotdeauna plini de „iubire și unire frățească” și că cooperarea dintre cele două este necesară. El a cerut o apropiere⁠(d) bulgaro-română „bazată pe egalitate” și a descris al Doilea Țarat Bulgar ca un „stat puternic” în care bulgarii și românii trăiau împreună. Este probabil ca Rakovski să fi spus aceasta imaginându-și o reapariție a țaratului medieval. Ziarul și-a propus ca obiectiv apărarea drepturilor românilor și bulgarilor împotriva Imperiului Otoman și a patriarhului ecumenic al Constantinopolului.
Nu este clar care erau planurile exacte ale lui Rakovski, dar istoricii spun că el ar fi susținut un model de „dualism bulgaro-vlah” pentru unificarea bulgarilor și românilor. Dualismul se referă la o unire reală între două state, cel mai cunoscut exemplu de stat dual fiind Austro-Ungaria. Rakovski a dezvoltat bune relații cu principele român Alexandru Ioan Cuza, dar acesta din urmă a fost destituit de o coaliție de conservatori și liberali radicali cunoscută sub numele de „monstruoasa coaliție” în februarie 1866. Întrucât această lovitură de stat încălcase condițiile otomane de recunoaștere a unirii României, membrii acestei coaliții erau îngrijorați de eventuale represalii militare otomane în favoarea principelui, așa că au căutat aliați. O opțiune a fost Rakovski, dar au aflat mai târziu că el este apropiat de principe, așa că s-au aliat cu un fost asociat al lui Rakovski, Ivan Kasabov⁠(d). Kasabov a propus ca România să susțină o răscoală a bulgarilor din Imperiul Otoman (întrucât încă nu exista o entitate statală bulgară) pentru a distrage atenția de la lovitura de stat de la București. A fost întocmit un document intitulat „Actul pentru sfânta alianță dintre români și bulgari” pentru soluționarea acestui lucru. Potrivit acestuia, o anumită organizație revoluționară bulgară din București trebuia să organizeze această revoltă, să conducă alte două organizații revoluționare bulgare din Serbia și Imperiul Otoman și să le susțină până când vor avea fonduri proprii. După înfrângerea Imperiului Otoman, pe teritoriul actual al Bulgariei și în zonele vecine urmau să se înființeze state independente care aveau să se unească într-o singură confederație. Acest document nu a fost însă semnat niciodată, proiectul a rămas nerealizat, iar liberalii români s-au retras din alianță după ce Carol I, din casa germană de Hohenzollern, a devenit principe al României în mai 1866.
O altă sugestie pentru o unire care să-i implice pe bulgari și pe români a fost cea a scriitorului bulgar Liuben Karavelov. El dorea o unire a slavilor de sud cu România, Albania și Grecia. El a prezentat acest lucru în ziarul Nezavisimost ca o „Federație a Orientului” compusă din trei nuclee: Serbia (inclusiv Bosnia și Muntenegru), Bulgaria (cu regiunile Moesia, Tracia și Macedonia) și România, cu o entitate albaneză și cu Constantinopolul ca oraș liber⁠(d). Putea fi inclusă și Grecia, dacă aceasta renunța la eforturile sale de a recupera fostele teritorii bizantine. Karavelov a făcut planuri de împărțire pentru teritoriile otoman și austro-ungar. Ar fi fost o federație după modelul Statelor Unite și al Elveției. Un alt bulgar cu o propunere similară a fost revoluționarul Vasil Levski. El dorea o „Republică Democratică Balcanică” compusă din bulgari, muntenegreni, români și sârbi, toți egali între ei. Jurnalistul și poetul bulgar Hristo Botev a susținut o unire sud-slavă sau balcanică, fiind împotriva propunerilor unui stat dual cu turcii care existau atunci. În ceea ce privește România, Botev a spus că guvernele acesteia „nu i-au iubit în mod deosebit pe slavi” și că România este „un produs al politicii occidentale, condusă de Franța, care dorea să pună o barieră panslavismului estic”.
Proiectele de unificare a Bulgariei au avut ca scop rezolvarea chestiunilor bisericii⁠(d) și statului bulgar. Ele au fost încurajate de Imperiul Rus, de puterile occidentale și de alte mișcări (cum ar fi emigranții naționaliști polonezi⁠(d) anti-ruși, ca Michał Czajkowski⁠(d)). Din cauza opoziției comune față de Imperiul Otoman, bulgarii și românii s-au gândit de mai multe ori la unificare între anii 1860 și 1870. Cu toate acestea, interesele și obiectivele lor generale erau diferite. De exemplu, bulgarii urmăreau să obțină un stat în timp ce românii îl aveau deja pe al lor; bulgarii aparțineau grupului slav în timp ce românii se identificau drept latini; și bulgarii intenționau să se centreze pe Balcani, în timp ce românii aveau interese în Europa Centrală. În plus, ambițiile teritoriale conflictuale ale țărilor balcanice au împiedicat cooperarea dintre ele, ceea ce i-a afectat pe bulgari și mișcarea lor națională, considerată ca fiind dezvoltată prea târziu în comparație cu altele. De exemplu, în seria de acorduri și tratate sârbești semnate între 1866 și 1868 pentru o alianță împotriva otomanilor (cunoscută sub numele de Prima Alianță Balcanică⁠(d)), s-a sugerat că România ar putea primi estul Bulgariei până la o linie de la Ruse la Varna, în timp ce Serbia ar primi restul. Această propunere a fost respinsă de Guvernul României, acțiune pentru care Bulgaria i-a fost ulterior recunoscătoare.

### Căutarea unui principe al Bulgariei

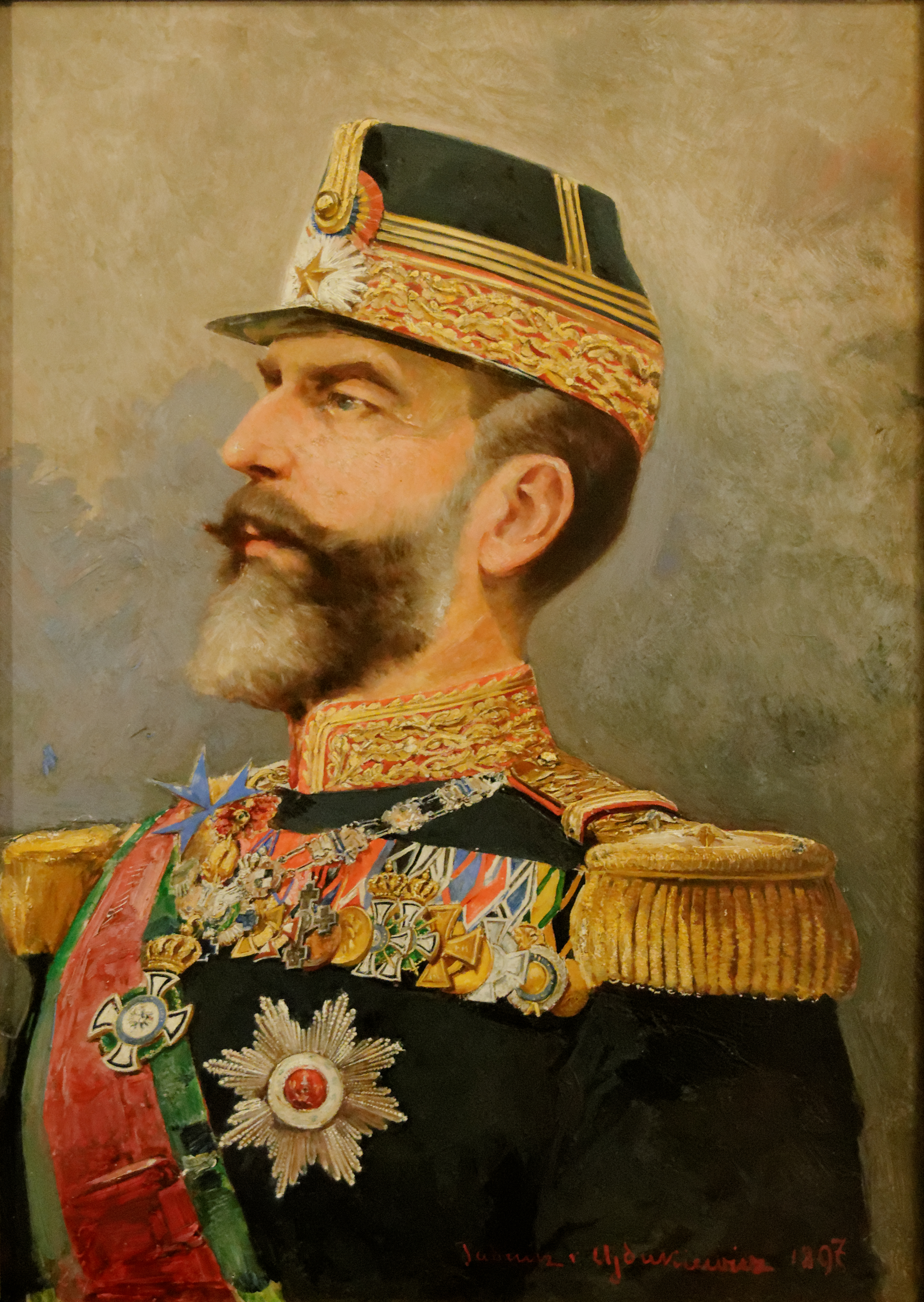
Principele Carol I al României, propus candidat la tronul Bulgariei în anii 1878 și 1879

Ca o consecință a Războiului Ruso-Turc din 1877 și 1878, Bulgaria a apărut ca principat autonom sub suzeranitate otomană. La apariția sa, propunerile federaliste cu România au fost înlocuite cu posibilitatea unei uniuni personale, în timp ce Bulgaria căuta un principe. Principele Carol I al României a fost văzut drept persoana cea mai potrivită pentru acest rol. Carol I câștigase prestigiu acționând drept comandant al Armatei Române în război (la care participase și România alături de Rusia), care s-a terminat cu independența deplină a țării, în urma tratatului de la Berlin.
Potrivit unor surse românești, la sfârșitul războiului, Nikolai Pavlovici Ignatiev⁠(d), ambasadorul Rusiei în Imperiul Otoman, „îi șoptise prințului Carol I să preia teritoriile bulgărești eliberate sub controlul său”, dar acest lucru nu s-a întâmplat niciodată din cauza disputei româno-ruse asupra Basarabiei de Sud. Acesta contrazice și notele publicate de însuși Ignatiev, care spun că Carol I dorea să fie ales în Bulgaria și că prim-ministrul Ion C. Brătianu l-a susținut în acest sens. Ignatiev a spus că intenția românilor este „de a stabili o uniune personală între Bulgaria și România pentru a o folosi pe prima în avantajul lor”.
Înainte de a începe alegerea primului principe bulgar, Carol I s-a numărat printre cei propuși. Intenția principală a susținătorilor săi era crearea unui stat dual bulgaro-român. Potrivit istoricului bulgar Simeon Radev⁠(d), Regatul Unit a susținut această idee pentru a contracara influența rusă în regiune. Politicianul bulgar Marko Balabanov⁠(d) spunea ca în aprilie 1879, englezul William Palgrave⁠(d) încerca să-l convingă pe el și pe alți bulgari de avantajele și importanța unirii cu România. Balabanov a răspuns spunând că nicio decizie nu va fi luată fără acordul Rusiei. Austro-Ungaria și Rusia s-au opus ideii, probabil din cauza preocupărilor că un nou stat le-ar putea deveni concurent în regiune. În plus, presa bulgară a spus că românii nu vor apăra interesele și unificarea națională a bulgarilor.
Carol I nu a fost singurul român propus pentru tronul Bulgariei. Fiul principelui muntean Gheorghe Bibescu (care a domnit între 1843 și 1848), Georges Bibescu, care naturalizat⁠(d) francez, a fost și el luat în discuție ca potențial candidat. Sprijinit de politicianul francez Léon Gambetta și de câțiva austrieci, a trimis soli în Bulgaria pentru a se propune la tron. Din partea bulgară au apărut și susținători ai lui Bibescu, printre care și Svetoslav Milarov⁠(d), care publica ziarul Bălgarski lev la Veliko Tărnovo (Bulgaria); Hristo Bacevarov și Dimităr Krăstev Popov⁠(d), autori ai ziarului Balgarin publicat la Giurgiu (România). Ambele ziare și-au exprimat sprijinul ca Bibescu să fie noul principe al Bulgariei. De altfel, redactorii de la Balgarin au publicat la Viena (Austria-Ungaria) un pamflet în care lăudau calitățile înalte ale candidatului și spuneau că Bibescu va face ce a făcut și tatăl său în Țara Românească: va înlătura „moștenirea proastei administrații turcești și a caimacamilor fanarioți.” Propaganda pro-Bibescu spunea că el este un descendent al boierilor din Veliko Tărnovo, capitala celui de al Doilea Țarat Bulgar.
Bibescu avea și unii adversari, precum ziarul Marița și diverși politicieni bulgari. Unul dintre ei era Petko Karavelov⁠(d), care spunea că „prințul Bibescu nu este un prinț bulgar” și că „nu ar fi nici pe de parte demn să fie nici măcar grăjdar-șef al viitorului principe bulgar”. Până la urmă, nici Carol I și nici Bibescu, ale căror nominalizări au întâmpinat opoziție într-un fel sau altul, nu au fost luați în discuție de adunarea pentru alegerea la tronul bulgar, care a optat pentru un principe german, Alexandru de Battenberg. ales la 17 aprilie 1879 și aprobat de marile puteri și de sultanul otoman. Mai târziu, s-a propus ca Carol I să-l adopte pe Alexandru pentru a uni cele două țări, în condițiile în care Carol nu avea urmași la tron, dar Imperiul German și Austro-Ungaria au respins ideea.

### Criza bulgară din 1886–1887
În timpul domniei lui Alexandru, relațiile dintre Bulgaria și România au rămas bune, întărite de opoziția lor față de influența rusă. Potrivit lui Brătianu, care fusese într-o întâlnire cu Carol I (acum cu titlul de rege al României din 1881) și Alexandru în mai 1886, acesta din urmă a sugerat crearea unei confederații balcanice în care Carol I să fie șef de stat și comandant suprem al armatei. Motivul pentru aceasta îl constituiau din cauza reacțiile negative ale Rusiei și ale altor puteri în urma unificării Bulgariei cu Rumelia Orientală în 1885, și eliberarea regiunii Macedoniei de sub stăpânirea otomană. Se presupune că acest stat ar avea două guverne separate, dar o comandă militară comună în caz de război. Brătianu i-a comunicat acest lucru diplomatului bulgar Grigor Naciovici⁠(d). Bulgaria a negat ulterior aceste afirmații, deși prietenia dintre Bulgaria și România și dorința unei confederații balcanice au fost confirmate.
Între 1886 și 1887, Bulgaria s-a confruntat cu o criză, deoarece Rusia l-a acuzat pe Alexandru că i se opune. Aceasta a împărțit efectiv Bulgaria între rusofobi (susținătorii lui Alexandru) și rusofili (susținătorii politicilor rusești). Criza a început pe 9 august 1886, când rusofilii au lansat o lovitură de stat⁠(d) care l-a forțat pe Alexandru să abdice, urmată la scurt timp de o altă lovitură de stat a rusofobilor care l-a restaurat pe monarh. Rusia a dezaprobat aceste evenimente, ceea ce l-a făcut pe Alexandru, care nu dorea să domnească în condițiile ostilității ruse, să abdice din nou pe 25 august.  În Bulgaria, încă controlată de rusofobi, Stefan Stambolov⁠(d) a preluat puterea ca lider al regenților. Între august 1886 și iunie 1887, a început o nouă căutare a unui prinț care să poată conduce Bulgaria. Aceasta a făcut posibilă din nou o uniune personală între Bulgaria și România. S-au discutat aproximativ 20 de candidați, inclusiv monarhii vecini din România, Serbia și Imperiul Otoman, precum și din Muntenegru. Rusia și Austro-Ungaria au dezaprobat toți acești candidați, temându-se că interesele lor ar putea fi afectate de înființarea unui stat mare în regiune.
Presa, politicienii și cetățenii Bulgariei au primit cu entuziasm inițiativa uniunii bulgaro-române. Aceasta era văzută ca o oportunitate de a se rupe decisiv de influența Rusiei în Balcani. Totuși, Carol I nu se număra printre principalii candidați, deși el era mai popular decât suveranii celorlalți vecini ai Bulgariei. Regența, și mai ales Stambolov, a susținut inițiativele pentru o uniune personală bulgaro-română. În 1886 s-au purtat negocieri pentru a determina modul în care va funcționa un stat dual bulgaro-român. S-a convenit ca țara să fie sub domnia lui Carol I și ca etnicii români să ocupe pozițiile cheie ale ministerului apărării⁠(d). Potrivit istoricului român Alex Mihai Stoenescu, ideea a fost susținută de Germania, Regatul Unit și chiar de Austro-Ungaria la un moment dat, deși Franța a rămas pe partea rușilor. Stoenescu credea că acest puternic stat bulgaro-român, care să controleze țărmul vestic al Mării Negre, ar putea acționa ca un stat tampon, care, împreună cu alți factori, ar fi putut chiar preveni Primul Război Mondial.

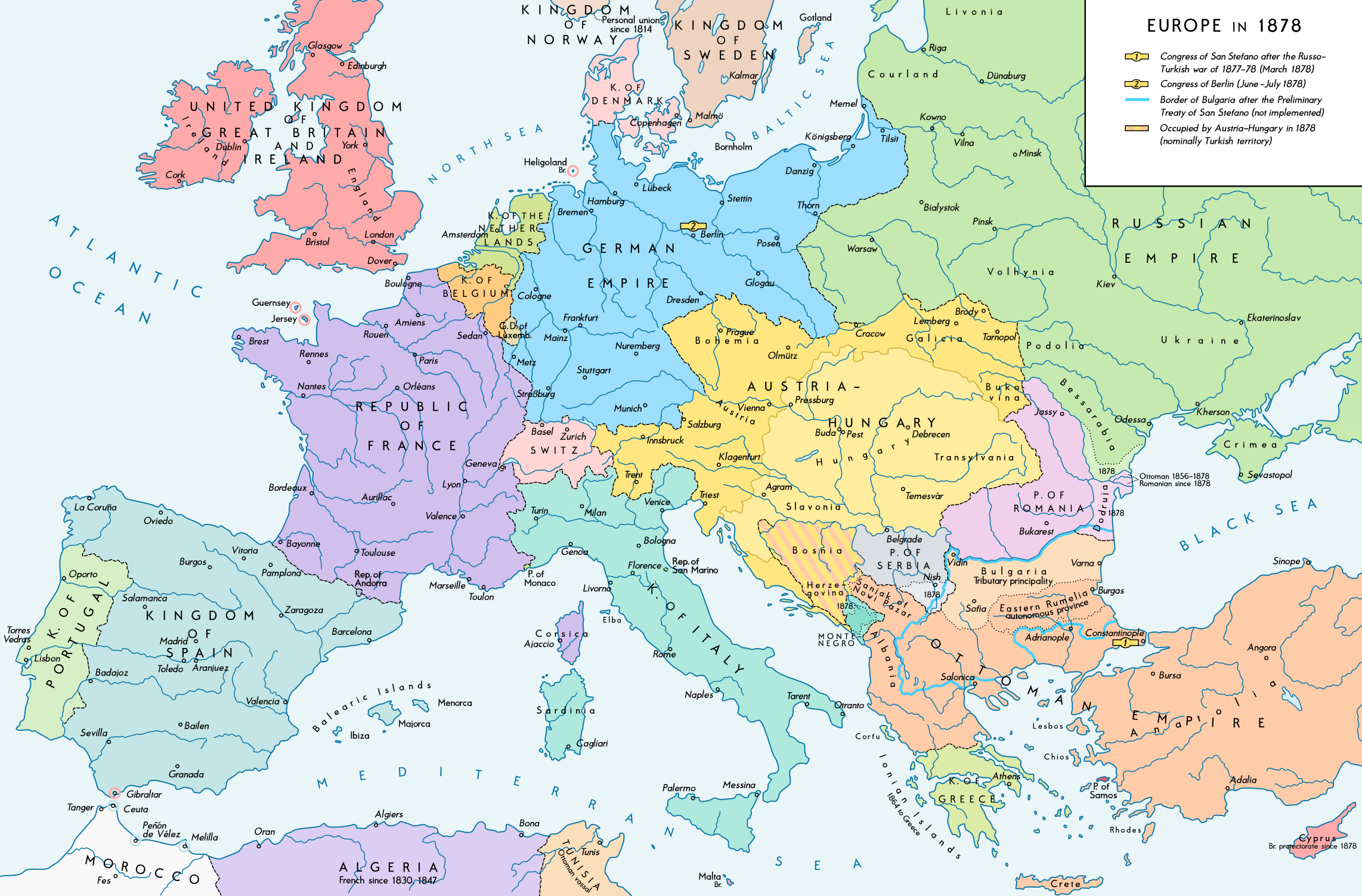
Situația politică a Europei la sfârșitul secolului al XIX-lea, inclusiv Rusia, România și Bulgaria

Regenții sperau ca o unire între Bulgaria și România să rezolve criza și să fie primul pas către o confederație balcanică mai largă puternic anti-rusă. Datorită prezenței mari a naționalismului în Balcani în această epocă, acest punct de vedere este considerat discutabil de unii istorici. Regenții s-au îndreptat către diplomatul britanic din Bulgaria, Frank Lascelles⁠(d), deoarece Regatul Unit apăra cu vehemență politicile anti-ruse ale țării. El le-a recomandat să abandoneze ideea, de vreme ce Carol I, fiind rege al unei țări independente, nu ar fi acceptat statutul de vasal pe care titlul de principe al Bulgariei îl mai avea față de Imperiul Otoman la acea dată, înainte de 1908, când Bulgaria și-a obținut independența. Stambolov a început o nouă serie de negocieri în octombrie 1886 pentru o confederație bulgaro-română, de data aceasta cu un singur guvern; acestea s-au extins până în mai 1887. Între timp, imixtiunile rusești în cele două țări au continuat. Pe 4 septembrie, a avut loc o tentativă de asasinat nereușită împotriva lui Brătianu. Se crede că Rusia ar fi putut fi implicată, întrucât s-a întâmplat la scurt timp după evenimentele politice din Bulgaria. Acest lucru a determinat un răspuns agresiv din partea populației românești, care a început să atace redacțiile ziarelor considerate „agenți ruși”. În ceea ce privește Bulgaria, în noiembrie 1886, Rusia a rupt relațiile cu aceasta⁠(d) până în 1896. 
Pe tot parcursul crizei, România a adoptat o poziție neutră din cauza intensificării luptei marilor puteri pentru influență în Bulgaria. I-a oferit lui Alexandru azil, dar a permis și rusofililor din spatele loviturii de stat să intre în țară. La sfârșitul anului 1886, Carol I a recomandat ca Bulgaria să se reconcilieze cu Rusia și să aleagă ca principe un etnic bulgar. Potrivit lui Radev, Carol I era foarte atent cum manevrează în raport cu Bulgaria pentru a nu deveni un adversar direct al Rusiei. Exista șansa ca românii să se opună unirii din cauza temerilor față de influența bulgară asupra politicii românești. Mai mult, un ministru al guvernului român a cărui identitate nu a fost niciodată dezvăluită ar fi declarat că o uniune ar putea pune în pericol controlul românesc asupra Dobrogei de Nord, o regiune cu o minoritate etnică bulgară semnificativă.
După respingerea de către sultanul otoman a ideii unui stat dual turco-bulgar, după ce a început o nouă căutare a candidaților la tron la începutul lui 1887, regenții s-au îndreptat în februarie 1887 din nou către România. Mai întâi, ei au făcut o altă propunere de unire consulului României la Ruse și, pe 27 februarie, Stambolov a mers la ambasada României la Sofia și a spus că îl dorește pe Carol I drept conducător al Bulgariei. Cu toate acestea, Stambolov nu a făcut niciodată o cerere oficială, deoarece credea că regele României o va respinge de teamă să nu ofenseze Tripla Alianță. Aceasta era o alianță secretă între Germania, Austro-Ungaria și Italia, formată în 1882, la care România a aderat un an mai târziu. Influența Rusiei în statele balcanice s-a slăbit și mai mult după ce activistul politic român Zamfir Arbore a publicat dovezi ale activității spionajului russc în România, care a provocat indignare printre alte mari puteri.
După toate aceste evenimente, Rusia, care considera că posibilitatea ca monarhul român să preia tronul Bulgariei ar fi o încălcare a tratatului de la Berlin, a amenințat pe 10 iunie 1887 că va rupe relațiile diplomatice cu România. Carol I a luat legătura cu reprezentanții germani și austro-ungari, care l-au informat că Rusia va invada Bulgaria și România dacă va accepta la un moment dat coroana bulgară. Prin urmare, în ciuda interesului său pentru o unire cu Bulgaria, Carol I a informat Rusia pe 15 iunie că nu va accepta un stat bulgaro-român fără acordul Rusiei, punând astfel capăt proiectului de unire. În cele din urmă, Ferdinand de Saxa-Coburg și Gotha, care provenea dintr-o dinastie germanofonă⁠(d) înrudită cu majoritatea familiilor domnitoare europene de la acea vreme, a fost ales principe al Bulgariei sub numele de Ferdinand I pe 25 iunie 1887. În România însă chestiunea nu a fost rezolvată. Pe 16 iulie 1887, în al 12-lea număr al ziarului românesc Sentinela a apărut articolul „Unirea Bulgariei cu România în persoana Regelui Carol I” despre ideea unui stat dual.

### Perioada comunistă
Următoarea și ultima dată când o potențială unire care să implice Bulgaria și România a fost serios luată în considerare a fost la începutul perioadei comuniste din istoria celor două țări. Bulgaria a fost oficial stat socialist între 1946 și 1990, iar România între 1947 și 1989. De la apariția lor la sfarsitul secolului al XIX-lea, socialiștii balcanici fuseseră interesați în mod deosebit de conceptul de federație balcanică. Printre personalitățile de marcă ce au susținut această idee s-au numărat câțiva lideri socialiști bulgari (Dimităr Blagoev⁠(d), Cristian Rakovski, Yanko Sakazov) și români (Constantin Dobrogeanu-Gherea). Socialiștii considerau unificarea ca o soluție potențială față de imperialism și naționalismul din țările balcanice și ca o oportunitate de a începe o tranziție de la capitalism la socialism în regiune. În afara contextului socialist, ideile federale balcanice au păstrat un oarecare sprijin timp de câteva decenii, dar au o mare parte din acesta s-a risipit din cauza rezultatului războaielor balcanice și ale Primului Război Mondial, conflicte care au împărțit Balcanii, inclusiv Bulgaria și România, în țări „învingătoare” și „învinse”. În timpul lor, Bulgaria și România fuseseră în conflict în 1913, în scurtul al Doilea Război Balcanic, în care România s-a alăturat unei alianțe împotriva Bulgariei și a anexat Dobrogea de Sud; și între 1916 și 1918, când cele două țări au luptat de părți opuse în timpul Primului Război Mondial, deși nu au existat schimbări teritoriale între ele de data aceasta.
Aceste conflicte au făcut ca orice propunere de unire cu participarea atât a Bulgariei, cât și a României să fie aproape imposibilă ani de zile, socialiștii rămânând printre puținii oameni care au continuat să susțină idei similare. Cu toate acestea, relațiile din Balcani au început să se îmbunătățească după război datorită mai multor evenimente (cum ar fi semnarea Pactului Kellogg-Briand sau Marea Criză Economică) și, în anii 1930, conferințele și crearea Antantei Balcanice în 1934 între România, Iugoslavia, Grecia⁠(d) și Turcia a reactivat ideea de federație în Balcani. Unii intelectuali și politicieni nesocialiști, în special cei de stânga, au continuat să-și dorească ca bulgarii și românii să înființeze un stat mai mare și mai puternic împreună cu alții. De exemplu, în 1936, istoricul român Victor Papacostea a propus o confederație sub conducerea României pe care el o numea „Balkania⁠(d)” menită să rezolve conflictele regionale. Totuși, singurele progrese pe tema unirii în Balcani au fost făcute sub conducerea comunistă. În această perioadă, Iugoslavia, care era un regat, a devenit republică federală socialistă în 1945. Negocierile au început între Iugoslavia și Bulgaria la sfârșitul anului 1944 și începutul lui 1945 pentru a înființa o Federație a slavilor sudici. Albania⁠(d) și România erau uneori văzute ca țări care ar putea fi în cele din urmă influențate și incluse într-o Federație Comunistă Balcanică mai mare. Cu toate acestea, negocierile au eșuat din cauza disputelor asupra regiunii Macedoniei și a discrepanțelor în statutul Bulgariei față de Iugoslavia. Negocierile între cele două au reînceput în 1947 și la începutul anului 1948, când s-a propus o Federație Balcanică sau Balcano-Dunăreană cu posibilitatea unei participări românești.
Guvernele pro-sovietice și pro-comuniste instaurate în Bulgaria și România la sfârșitul celui de al Doilea Război Mondial au îmbunătățit într-o oarecare măsură relațiile dintre cele două țări, deteriorate anterior. De fapt, când războiul încă se desfășura, Bulgaria a recuperat Dobrogea de Sud în urma semnării tratatului de la Craiova, sub presiunea nazistă germană. Când s-a încheiat al Doilea Război Mondial, cele două țări erau izolate diplomatic, subordonate Uniunii Sovietice și ocupate de armata acesteia. Uniunea Sovietică a considerat România ca fiind într-o situație „inferioară”, probabil din cauza relațiilor proaste pe care România și Uniunea Sovietică le-au avut în perioada interbelică și importantei contribuții românești la invazia nazistă a Uniunii Sovietice între 1941 și 1944. În comparație, în timpul războiului, Bulgaria își păstrase armata în Balcani, evitând orice participare pe Frontul de Est și limitându-se la operațiuni de colaborare pe teritoriile ocupate de Axă în Balcani. Din perspectivă sovietică, prioritățile bulgarilor erau mai importante, iar țara lor a fost văzută ca o oportunitate de extindere a intereselor sovietice asupra României, Greciei și Turciei. Acest lucru a dat Bulgariei un rol de „protagonist” în Balcani. Între Bulgaria și România, chiar dacă au continuat să existe diferențe naționale și politice, subiectul federației era încă activ. Într-un interviu cu jurnalistul român Gheorghe Zaharia în noiembrie 1946, prim-ministrul bulgar Gheorghi Dimitrov, care acum conducea o republică populară proclamată oficial după un referendum falsificat din septembrie 1946⁠(d), a spus că România ar putea adera la o posibilă viitoare federație balcanică. Această declarație a provocat revocarea permisiunii acordate inițial lui Zaharia de a publica interviul în ziarul Scînteia, deoarece ideea l-a înfuriat pe Gheorghe Gheorghiu-Dej, liderul PCR. Motivul acestei reacții a fost probabil dorința de a nu irita Uniunea Sovietică.
La 12 iulie 1947, a fost organizată o întâlnire la Sofia între oficiali guvernamentali bulgari și români. Liderii ambelor țări, Dimitrov (Bulgaria) și Petru Groza (România), au discutat despre o apropiere, Groza spunând că „aceste ziduri chinezești” (referindu-se la granițe) trebuie dărâmate pentru „a cunoaște mai bine popoarele vecine”, sugerând poate subtil o unire. În cadrul întâlnirii, Gheorghe Tătărescu, pe atunci ministru de Externe al României, a spus: „nimic nu ne mai desparte. Nu avem niciun interes contrar și văd o singură politică: a colaborării și a înțelegerii”. Situația diplomatică și politică a României s-a înrăutățit după abdicarea regelui Mihai I, pe 30 decembrie 1947, zi în care a fost proclamată Republica Populară Română. România era acum și mai izolată și mai incompetentă instituțional decât înainte. În aceste condiții, influența bulgară asupra României a crescut, iar comuniștii români au început să studieze și chiar să imite regimul comunist bulgar. Presa Partidului Comunist Român a început să-l idealizeze pe liderul bulgar, să menționeze realizările bulgărești și să vorbească despre beneficiile pe care le-ar putea aduce o unire între cele două țări. Totuși, în această perioadă, nu au existat propuneri sau sugestii de unificare din partea vreunui oficial român.

Harta blocului de Est din Europa, inclusiv a Uniunii Sovietice și a statelor sale satelite

Pe 15 și 16 ianuarie 1948, în timpul vizitei lui Dimitrov la București, a fost semnat Tratatul de prietenie, cooperare și asistență reciprocă bulgaro-română. Motivația reală din spatele acestui tratat ar fi putut fi speranța unei uniuni româno-bulgare. În timpul vizitei sale, Dimitrov a vrut să vorbească cu avocatul și jurnalistul român Petre Pandrea. Pandrea, o rudă a activistului comunist Lucrețiu Pătrășcanu, considera că România ar trebui să pledeze pentru neutralitate, Elveția fiind exemplul de urmat și susținând astfel conceptul de „helvetizare”. Dimitrov a susținut aplicarea ideilor sale în toți Balcanii și mai târziu a rostit expresia în limba germană Dreimal Schweiz! („de trei ori Elveția!”). Pandrea a fost ulterior condamnat pentru că ar fi fost implicat într-un complot de încercare de „helvetizare a României” în 1959. Odată închis, el a spus că ceea ce a vrut să spună Dimitrov a fost încorporarea conceptului de neutralitate în România, Bulgaria și Iugoslavia. Potrivit istoricului bulgar Blagovest Neagulov, aceasta poate fi interpretată și ca o federalizare ulterioară a celor trei țări după modelul elvețian.
Când s-a întors de la București, Dimitrov a susținut o conferință de presă în cadrul căreia a propus o confederație balcanică și dunăreană, cuprinzând Bulgaria și România, la care s-ar fi putut alătura ulterior Polonia și Cehoslovacia. Liderul Uniunii Sovietice, Iosif Stalin, a spus că această declarație este dăunătoare Moscovei. Ziarul Pravda a criticat cuvintele lui Dimitrov pe 18 ianuarie și pe 10 februarie. Ulterior, a fost organizată o întâlnire cu reprezentanții bulgari, sovietici și iugoslavi în cadrul căreia Dimitrov a recunoscut, probabil nesincer, că declarațiile sale sunt „vătămătoare și greșite” și că nu le va repeta. Motivul acestei reacții sovietice a fost probabil acela de a asigura controlul asupra statelor sale satelit și pentru că propunerea lui Dimitrov ar putea servi opoziției Statelor Unite față de Blocul de Est în curs de dezvoltare. Stalin a exclus și s-a opus posibilității unei federații între Bulgaria și România sau îmbunătățirii relațiilor dintre cele două. Potrivit acestuia, o unire între cele două țări era „ceva de neconceput” și „o prostie” din moment ce nu existau „legături istorice bulgaro-române”, reiterând încă o dată opoziția rusă față de o unire bulgaro-română.
Până la urmă, orice încercare de federație care să implice Bulgaria și România s-a stins. Influența sovietică asupra României a crescut semnificativ la sfârșitul anului 1947 și începutul lui 1948, iar ruptura Tito-Stalin din același an a forțat Bulgaria și Iugoslavia să renunțe la o potențială federație a slavilor de sud.

## Concluzie

### Eșecul

Harta Uniunii Europene

În timp, ideea federalizării Balcanilor a dispărut. Războaiele balcanice și Primul Război Mondial au eclipsat posibilitatea și au alimentat naționalismul și conflictele geopolitice. Principala realizare a mișcărilor federaliste balcanice a fost federația implementată în Iugoslavia socialistă. Cu toate acestea, dizolvarea acestui stat în anii 1990 a fost violentă și dramatică, făcând ideea de federație pan-balcanică și mai puțin populară și întărind ideea de state naționale omogene din punct de vedere cultural și etnic.
Au apărut probleme legate de ideea de federație și între Bulgaria și România. Deși ambele țări împărtășeau creștinismul ortodox, legăturile economice și culturale puternice și dorința de independență față de otomani, naționalismul și intervenția puterilor externe au otrăvit prietenia dintre ele. Cu puțin timp înainte de al Doilea Război Mondial, atmosfera era dominată de ostilități interetnice și teritoriale. În perioada comunistă, deși relațiile s-au îmbunătățit, Bulgaria și România au urmat politici externe diferite, prima fiind loială Uniunii Sovietice, în timp ce a doua a căutat o mai mare autonomie față de aceasta.
Potrivit lui Neagulov, există mai multe motive pentru care o unire bulgaro-română nu s-a materializat. Propunerile unioniste au venit întotdeauna din partea bulgară, întrucât România putea oferi Bulgariei anumite avantaje politice. Cu toate acestea, prioritățile lor naționale nu erau aceleași. Bulgarii se concentrau pe Balcani, în timp ce românii se concentrau pe Europa Centrală. Mai mult, aceste proiecte au fost lansate în încercarea de a obține eliberare și independență, nu din cauza vreunui interes real al celor două țări una față de cealaltă, iar modelul statului național cu revendicări teritoriale îndreptate împotriva altor țări, care nu era ceva neobișnuit în regiune, a făcut mai dificilă o eventuală acceptare a unei propuneri de unire. Un alt motiv important a fost opoziția puternică a marilor puteri față de o unire bulgaro-română care s-a manifestat în mai multe rânduri, ca în 1878 și 1879, când Austro-Ungaria și Rusia s-au opus nominalizării candidaților români la tronul bulgaresc; în 1886 și 1887, când aceleași țări s-au opus alegerii unui monarh dintre vecinii Bulgariei, iar Rusia a amenințat că va invada Bulgaria și România dacă monarhul român ar încerca să preia coroana bulgară; și în 1947 și 1948, când România a respins orice propunere federativă cu orice altă țară pentru a evita dezaprobarea sovieticilor, iar liderul bulgar a fost mustrat pentru ideile sale federative. Această opoziție acerbă, în special din partea Rusiei (și mai târziu a Uniunii Sovietice), s-a datorat probabil temerilor față de un stat puternic și influent, care ar putea concura împotriva marilor puteri, urmând principiul „dezbină și stăpânește”. Chiar și fără influență externă, unii bulgari și români se opuneau unei posibile uniri.
După căderea regimurilor comuniste în 1989, între Bulgaria și România au apărut vechi și noi dezacorduri. Cu toate acestea, aderarea ambelor țări la Uniunea Europeană în 2007 le-a consolidat relațiile și cooperarea dintre ele. De exemplu, în 2011, prim-ministrul bulgar Boiko Borisov a propus cumpărarea de avioane de luptă în comun cu România, Turcia și Croația. Nikolai Mladenov, ministrul bulgar al afacerilor externe, a făcut un pas mai departe propunând unificarea forțelor aeriene și navale ale Bulgariei cu cele ale României. Mulți politicieni și experți militari au făcut sugestii similare, deoarece acest lucru ar reduce costurile de întreținere a aeronavelor și ale pregătirii piloților.
Eforturile de a realiza integrarea europeană în Balcani au provocat din nou comentarii asupra unei posibile federații. Uniunea Europeană și valorile sale democratice impun viziuni comune pentru dezvoltarea diferitelor sale societăți, care ar putea include și o viitoare propunere de federație asupra regiunii, potrivit lui Neagulov.

### Comparație
Mai jos este o comparație între Bulgaria și România actuale, bazată pe ultimii ani, și nu pe secolele al XIX-lea și al XX-lea, pentru accesibilitatea datelor. Datele demografice au fost preluate de la recensămintele efectuate în 2011 în ambele țări, în timp ce datele economice, geografice și militare provin din informațiile disponibile la 30 martie 2021 pe resursa de referință a CIA The World Factbook.
| Statistici                          | Bulgaria                                                                   | România                                                                        |
| ----------------------------------- | -------------------------------------------------------------------------- | ------------------------------------------------------------------------------ |
| Populație (2011)                    | 7.364.570                                                                  | 20.121.641                                                                     |
| Suprafață                           | 110.879 km²                                                                | 238.391 km²                                                                    |
| Densitate (2011)                    | 66,42 /km²                                                                 | 84,42 /km²                                                                     |
| Compoziție etnică (2011)            | bulgari (84,8%), turci (8,8%), romi (4,9%), altele (1,5%)                  | români (88,9%), maghiari (6,5%), romi (3,3%), altele (1,3%)                    |
| Capitala                            | Sofia                                                                      | București                                                                      |
| Litoral                             | 354 km                                                                     | 225 km                                                                         |
| Altitudinea                         | Medie: 472 m Cel mai jos: 0 m, Marea Neagră Cel mai înalt: 2.925 m, Musala | Medie: 414 m Cel mai jos: 0 m, Marea Neagră Cel mai înalt: 2.544 m, Moldoveanu |
| Valută                              | Lev (BGN)                                                                  | Leu (RON)                                                                      |
| PIB (estimare 2019)                 | PPP: 162 miliarde USD Nominal: 68,5 miliarde USD                           | PPA: 580 miliarde USD Nominal: 250 miliarde USD                                |
| Dimensiunea armatei (estimare 2020) | Aproximativ 32.000 personal activ                                          | Aproximativ 65.000 personal activ                                              |